# Florence Horsbrugh
Florence Horsbrugh, född 1889, död 1969, var en brittisk politiker (tory). Hon var utbildningsminister 1951–1954. Hon var den tredje kvinnliga ministern i Storbritannien efter Margaret Bondfield och Ellen Wilkinson, och den första i en borgerlig regering.